# メテオド
『メテオド』は、四位晴果の漫画作品。『週刊少年サンデー』2007年19号から2008年8号まで連載されていた。全37話、全4巻。

## あらすじ
落下した巨大隕石の影響で、生態系が崩壊した地球。隕石の影響で新たに誕生した突然変異の子供達は、「メテオド」と呼ばれ、超人的能力を身につけた存在となった。そして隕石落下の30年後、「メテオド」の一人である少年・十威は復興しつつある日本へ移住する。

## 登場人物
登場人物の苗字はひらがな表示になっている。

### 主要人物
十威（とおい）
主人公。「メテオド」の少年。14歳。水色の猫耳のように跳ねた髪型が特徴。額に紋章がある。感情や感想を「バリ○○」と表現する癖があり、理解できないことに対する「バリワケ分かんねー」が口癖。幼い頃から「隕石が欲しい」と願っている。
実の親に捨てられたらしく（本人曰く顔も知らない）、幼少期から撫子と共に世界各地の汚染区域を巡って生活してきたが、人間性を成長させる必要があると考えた撫子によって日本に連れて行かれ、アキの下宿に居候しジュニオア・ハイ・スクール（中学校）の2年B組に転入することになる。中学校では「あさば十威」の名で通っている。
天真爛漫で感情豊かであり、マイペースな一面もある。素直で人助けにも積極的だが、幼少期から文明的な物がほとんどない汚染区域で過ごしていたため、社会的な常識をほとんど持っておらず、家電や大勢の人を見て驚いていた。また他人に怪我を負わせたり恐ろしい思いをさせても「動いてれば死んでないんだから大丈夫」「助かったのにどうして泣く必要があるのか」と発言するなど、本人に悪意はないが他人の感情の機微に対する思慮が極端に乏しい。それに起因する自己中心的な行動を見せることも多かったが、楓や他の人々との交流を通じて徐々に他人の心を理解する重要さを自覚し、人間らしい感情と共に大切な人達を守りたいという気持ちが芽生えていく。
重力を自在に操り、自身とその周囲の物理法則をねじ曲げる力を持つ。デブリ退治や戦闘でもその能力を使用するが、本人の身体能力も高い。戦闘時には所持しているマスクを着用する。能力を応用して「掌に力場を集中させて周囲に存在するものを空間ごと手に収まる大きさまで吸引・圧縮する」、「周囲の重力を極端に強めて身動きを取れなくする」「手の内に圧縮した重力場を対象にぶつけて一気に解放し破壊する」などの戦法を行う。能力を使う際に両手を合わせる仕草をすることがある。怒りなどの精神的ストレスが限度を超えるとその気がなくともメテオドとしての本能が目覚め、自我を失いかけることがあった。
食べ物が大好きで、走り去る撫子を泣きながら追う中でも、高級ハムにつられて逃がしてしまうほど。またかなりの大食いで、逼迫するアキの生計をさらに窮地に追い込んでいる。特にドロップが好物。またホーミーが特技と自称したが、披露したことはない。
様々な経験を元に、最終回にて、柴とともに世界への旅に出発した。
あさば撫子（なでしこ）
十威の師匠の女性。20〜30歳代に見えるが年齢不詳（おそらく高齢と思われる）。隕石の汚染対策のために動く観測者でAランカー・オブザで、国際観測共同体（IOC）の一員。デブリ対策研究の第一人者で「通った道はデブリどころか草木一本生やさない」というとんでもない謳い文句がある。いつも淡々としており、肝心な時に大事なことを失念してしまうなどどこかボケた素振りを見せるが、心の内には熱い信念を秘めている。
実戦時には日本刀を使い、普通の人間でありながら相当な実力を持っている（デブリや何人もいる重火器を持った男達を打ちのめすほど）。十威と共に世界各地の汚染区域の生態系を記録して廻っていたが、十威に人間らしい感受性を身につけさせるために人の多い日本に置いて行き、自身は再び外国の汚染観測に行った。
たぐち
通称「グッさん」。26歳。撫子の後輩であり観測者でBランカー・オブザの一人。長身で、学生時代から背が高かった。常識人で温厚だが心配性で苦労人。頻繁に汚染区域にいる十威の元を訪れていたらしく、彼にとって数少ない近親の人物。出会った時期は不明だが、アキとは年来の研究仲間で友人関係。
デブリ研究の関係で大学に通っている模様。自称「インテリ派」で、観測者でありながら戦闘能力は低く、危険区域に入る時もこれといった武器も持たず自ら戦闘行動に出る描写がない。十威がメテオドであることを他人に知られないよう躍起になっており、十威の不用意な言動や彼の人間関係について実の親のように非常に気にかけている。
蛙が好きで、蛙の絵が前後に描かれた悪趣味なシャツを着ている（蛙の絵はかなりグロテスクで、前は解剖図、後ろはホルマリン漬けの絵）。親は貿易商をしており、そのためかなりの金持ちで、高級マンションの広い部屋で一人暮らしをしている。
アキの下宿が全壊した後、建て直しが完了するまで十威・アキ・楓の3人を自宅に居候させることになる。
よしの楓（かえで）
本作のヒロイン的存在。14歳。中学校の2年B組に所属。アキの従妹で、彼の経営する下宿屋で共に暮らしているが、引っ越してきた十威も一緒に生活することになり、同居人&クラスメイトとなる。餅屋でアルバイトをしている。
慎ましい雰囲気の優しい性格の少女で、芯の強い一面も持つ。しかし貞操観念は薄い。十威と生活を始めてからは彼の様子をよく観察しており、互いに意識し合ううちに徐々に十威にとって大きな存在になっていく。
観測者以外で十威がメテオドであることを知る唯一の人物。アキ以外の両親など親族の詳細は不明。
よしのアキ
観測者でBランカー・オブザの一人で、楓の従兄。26歳。下宿屋を経営しており、楓と共に生計を立てているが家計は苦しい状況にある。撫子の頼みで十威を自身の下宿に住まわせることになる。
激情的かつ怒りっぽく、家計や十威のことに関して気苦労が絶えないが、内面的な優しさや観測者としての自覚は強い。たぐちと同様に研究が主たる活動で、戦闘に関しては専門外。
19歳の時にシベリアの汚染区域に置いてけぼりにされた経験がある。その時たぐちが大怪我をしており、救助のヘリが2席しか空いておらず、撫子とのジャンケンで負けて撫子が先に乗ったがその後忘れられ、三日間音信不通という憂き目に遭った。それ故にたぐちや十威によく悪態をつくが、後に考えを改めるようになる。
蛙・インテリ金持ち（＝たぐち）・うなぎが大嫌い。蛙嫌いのせいでタロウのことを毛嫌いしていたが、後に克服したらしく抱きかかえている様子が見られる。
自宅でもデブリ研究を行っているが、下宿の地下にも広大な研究施設を隠しており、膨大なデブリの研究資料を保管している。
リンハオ
通称「リン」。たぐちの後輩の観測者。14歳。十威のライバル的存在。学生らしく、制服と思しきブレザーを着ている。家系や出身は不明だが、回想シーンで中国語を話している描写がある。
武器は短剣で、時に二刀流で戦う。斬るだけでなく投擲する戦法も行い、戦闘に慣れている十威も感心するほど戦闘能力は高い。
普段は真面目で冷徹な要領の良い性格だが、過去に父親によるネグレクトや彼がデブリに襲われるなどのトラウマがあるらしく、何かの拍子にその記憶が蘇ると冷静さを失う。十威に対しては出会った当初から悪い印象を抱いており、悪態をついて喧嘩になることもあったが、後に彼の事を認めて理解者となり、庇うこともあった。

### 観測者（オブザーバー）
小町（こまち）
Bランカー・オブザの女性。23歳。巨乳。自称「たぐちの恋人」だが、当のたぐちからは避けられている。ポジティブな性格で若干冷静さに欠ける。撫子と共にデブリを密輸している組織を相手に素手で挑み、壊滅させた。
善人（よしと）
観測者でCランカー・オブザの一人。21歳。観測者を続けていることに悩んでいたが、猫のような頭を持つ十威と出会って話をするうちに、子供の頃に皆がデブリ被害で暗い顔をしている時、観測者がいるだけで安心し、こんな人間になりたいと感じたことを思い出し、観測者として続けていく決意を新たにした（この時の回想に出てきたのはどう見てもあさば撫子である）。
今波（いまなみ）
観測者でAランカー・オブザの一人。国際観測共同体の一員。28歳。顔をマスクで覆っている大男。たぐち、アキ、撫子とは顔見知り。
かつて一番弟子だった九躍との戦いで重傷を負い、両手両足は義手義足となっている。腕の中にマシンガンを装着していたり、背中から高熱を発する巨大な刃物を身につけるなど、サイボーグのように体に細工を施し多くの武器を隠し持っているため、戦闘力は高い。さらに自爆用に爆弾をも装着している。
間延びした飄々とした物言いをするが、その容姿や言動からは威圧的な雰囲気を漂わせている。当初は非常に冷酷な印象が強かったが、イトや九躍に対しては情を持っており、後に十威にも信頼を寄せている。
政府から派遣され十威をメテオドだと知りながらもあえて隕石調査に同行させるが、その真意は十威を抹殺するためであった。また十威にデブリをけしかけ、メテオドとしての本性をリンに見せつけようとしたが、それまでの行動の経緯からリンには反旗を翻されてしまう。九躍の件でメテオドは殺すべきものという持論を持っていたが、十威の人を守ろうとする行動原理を知り、後に「彼なら地球を救える」と考えを改めた。
目覚めた九躍との戦いで再び痛手を負うが、しばらく入院した後にスマートな装いに改め再登場し、二元の手下を相手に新たな武器の威力を見せつけた。しかし九躍との戦闘に関する国際観測共同体の反響は大きく、以前ほど自由に行動できなくなってしまった。
イト
今波の助手でBランカー・オブザの少女。17歳。今波のことを非常に慕っている。学生らしく、登場する際はいつも制服を着ている。
斧を武器としており、大きさは大小様々。普段は温和で優しい言動をするが、敵との戦闘では人が変わったように好戦的な表情を見せる。戦いの腕前は今波には及ばないものの、リンを唸らせたほど。
今波に大怪我を負わせた九躍を敵視しているが、戦いの後に敵対心はなくなった模様。だが、現在も彼に対して複雑な心境を持っている（事件の後日談を描いた四コマにて、今波の看病を受ける九躍に嫉妬し、顔に落書きするという復讐を行った）。
柴＝ブライトマン＝リュウイチ
観測者でAランカー・オブザ。国際観測共同体の一員。外見は両目部分を縦に走る裂傷のある青年だが、今波を呼び捨てにすることから地位が高いと思われ、また、校舎の3階から飛び降りても無傷なほどの高い戦闘能力の持ち主。
普通の人間を装っているが実は彼もメテオドであり、左目の瞳に紋章がある（普段はカラーコンタクトで隠している）。他人には正体を知られておらず、メテオドの気配を隠すことが出来るために十威も気づかなかった。十威同様隕石との融合は望んでおらず、人を守るために活動している。本人の持論では「メテオドでも人間の温かさに触れれば人間らしく生きられる」らしい。
能力はブラックホールであり、かつて彼の肉体の一部であった大刀のような武器で全てを吸い込むことができる。
最終話では世界のメテオドを見るために十威と共に旅に出ている。
- 百喰い（ひゃくぐい） - 大刀の包帯を取り、その武器が縦に牙の生えた大口を開けて敵を吸い込む。その口の中は宇宙空間のようなものが見える。
- 天上這い（てんじょうばい） - 大刀を伸ばして上からの落下物を刀が喰う。

### メテオド
十威（とおい）
上記の十威を参照。
九躍（くよう）
メテオドの一人で今波の元一番弟子。17歳。首に十威と同じ紋章がある。能力は硫黄を含む物質の発火。5年前、今波ら観測者のチームに所属していたが、自分の正体を知られたためにメンバーを殺害し、今波にも重傷を負わせたがその際に今波の不意打ちを喰らい5年間の昏睡状態に陥る。病院にて大変動に導かれるように目覚め、同じくメテオドである十威と対峙する。現在、十威との戦闘で激しく消耗したために再び長い眠りにつき、病院で療養中。
- グラウンド・フレア - 硫黄を集め大爆発を起こす。

二元（にげん）
メテオドの一人。左の掌に紋章がある。隕石の所へいくはずが十威のところへ来た（おそらく引き寄せられた）。能力は他の物質や生命体との融合であり、自分の手足を切り離しても切断面にくっつけるだけで繋ぎ直すことができる。デブリ密輸団を陰で操って改造デブリを作らせ、能力で取り込み自らを強化していた。また、人間の方は改造できるらしい。十威との交戦中、彼に押されるが、隕石のカケラと融合して姿を変えた。しかし弱点である紋章を攻撃され隕石の力を失った。
- 黒創翼手 - 黒い触手のようなものを広範囲に伸ばし、対象を絡め取る。

柴＝ブライトマン＝リュウイチ
上記の柴＝ブライトマン＝リュウイチを参照。

### 一般市民
やまだ宏美
2年B組の生徒。十威、楓のクラスメイトで楓の友達。14歳。特技は空手。かなり勝ち気な性格で、十威曰く「いつも短パンを穿いている」らしい。
にし酉子
2年B組の生徒。十威、楓のクラスメイトで楓の友達。14歳。九州の小倉出身。普段は優雅でおっとりとしているが、大食い大会で他の出場者に大差をつけて優勝した。

### デブリ
商店街のデブリ
十威が日本に引っ越してきて初めて戦ったデブリ。ビルほどの体躯を持ち、建物の中から突如出現した。
102号室のデブリ
アキの下宿の102号室に住み着いたデブリ。菌糸類型。部屋を使用していた観測者がミスを犯して発生し、そのまま観測者が逃亡したためアキの手には負えず立入禁止にして放置されていた。
タロウ
蛙に良く似た風貌を持つデブリ。人間のように二足歩行が可能で、前足で物を持ったり道具を使うこともできる。脱皮する。
元々は中学校の近くの下水道に住んでいた。寿命で動けなくなった母親のために月に1、2度学校に忍び込んで、生徒が所持している菓子や自動販売機の飲料の中身を抜き取っていたが、母親が死んでしまい、十威が飼う事になった。ぬいぐるみのように常に無表情で、動作で感情をあらわすことをせず、引っ張ったり投げ飛ばしたりしてもまるで反応を示さないというデブリにしては奇怪な生き物。十威と同様に大食いで、蛙嫌いのアキには嫌われているが、なぜか彼に懐いている。
「タロウ」というのは勝手に十威が名付けたもの。幼い頃にも同じ名前をつけて飼っていたデブリがいたので、これで二代目らしい。
廃ビルのデブリ
廃ビルに潜んでいたデブリ。体を保護色にする事で姿を消すことが出来る。
汚染区域のデブリ
汚染区域の森に潜むデブリ。木の枝に擬態することが出来る。
洞窟のデブリ
汚染区域の洞窟に潜むデブリ。サソリに似た形状で、尻尾から強力な酸性の毒液を吹き出す。それによって土を砂状まで溶かし、アリジゴクのように獲物を捕らえる。
脳型のデブリ
汚染区域の森に潜むデブリ。木に寄生しており、人間の脳に似た形状をしている。敵の思考を読み取り、大切に思っている者に化けて襲う。ある程度嬲って動けなくなったところに胞子を植え付ける。
廃ビルのデブリ
建設中断された廃ビルに潜むデブリ。体を縦に二分割させ狩りをする習性があり、敵の言動や能力をコピーし、体の断面から足や腕を生やして攻撃することが出来る。隕石もそれぞれの体に分割されているため、分かれた体を同時に倒す必要がある。
超大型デブリ
新オープンした商業用高層ビルから突如出現した巨大なデブリ。
旧校舎のデブリ
中学校の旧校舎に潜むデブリ。美術室に篭り、大量の卵を産みつけて守っていた。蛇のような体躯で、衝撃波のようなものを口から放って攻撃する。
初代タロウ
十威が幼い頃に飼っていたデブリ。テントウムシに似た形状をしている。

## 用語解説
メテオド
正式名称は「隕石影響種（メテオライト・ブリード）」。隕石の影響で特殊な能力を身につけた人間を指す。体のどこかに共通した形の紋章を持っており、その部位を破壊すると力を失う模様。隕石との融合が可能な存在であるといわれており、離れた場所にある隕石の気配を感じ取ることができる。
本能的に隕石そのものを自分のものにしたいという欲求を持つが、これは隕石がメテオドに与えたものであり、「世界中に点在するメテオド同士が争い、それが最後の一人になった時、隕石と融合して強大な力を得る」とされている。
人智を超えた力を有することで普通の人間からは迫害されやすい。政府もメテオドの存在を危険視しており、観測者に抹殺命令を出すこともある。またメテオドは得てして人間性が欠如していると思われているが、実際は迫害や放棄など自身の置かれた環境の影響によるものであり、精神的な面では普通の人間と全く変わらない。しかし上記のように普通の生活を送れるメテオドはほとんどいないために、誤った認識が流通している。
メテオド同士はすぐに戦闘には入れるように相手をメテオドだと感知できる能力が全員にある。ただ訓練すれば気づかれないようにすることもできる。
隕石
30年前、流星群となって地球に飛来し、人類や文明を壊滅状態に陥れた。現在も世界各地に巨大隕石が地表に突き刺さっている。何らかの原因で隕石付近を中心としてデブリと呼ばれる動植物が異常発生し、地球の生態系を狂わせた。
デブリは隕石を中心として発生する（隕石に近い場所に多く生息する）ため、隕石の周辺には街がなく、汚染区域として人の住む地域とは柵などで隔離されている。メテオドやデブリのような隕石衝突後に誕生した新種の生命は、遺伝子以外にも隕石から何らかの影響を受けており、メテオドは生まれながらにして隕石を欲する本能を持ち、またデブリは体内に隕石を保持し、それを失うと死ぬ。
破片（デブリ）
隕石の影響により突然変異した動植物の総称。体内に隕石を持っており、それを取り除けば活動を停止する。
主に一般人の立ち入りが禁止されている汚染区域に多く生息するが、街中なら安全というわけでもなく人が多く住む場所にも頻繁に出現する。廃墟、地下、下水道など人気の少ないところに好んで棲みつく習性がある。メテオドと同様に、他の動物とは異なる特殊能力を持つものが多く、人に危害を加えるデブリもいるが、草食性の種もいる。突発的に姿を現すこともある。
デブリはいくつか種類別に分けられる。
- 生物型：動物に類似した形状。大きな体や運動能力・特殊能力などで、退治の際に危険を伴うが、対処法自体は単純。
- 菌糸類型：空気中に分散しやすく、肉眼では見えづらく、捕まえにくい。いったん相性のいい土地に付着すると一気に根を張りめぐらせ、独自の生態系を作る。そのため、プロでも最も退治するのが面倒な型の一つ。元になっているデブリがいる限りいくら倒してもデブリのような生物が発生し、徐々に汚染を広げていく。除去するには周囲を焼き尽くすか、核となっている隕石そのものを破壊しなければならないが、隕石の大きさはミクロ単位なので、見つけるのはほぼ不可能。

純変異生物
一般的にデブリと同等に扱われるが、厳密には異なる生物。体内に隕石を持っていないという点でデブリとは異なっており、拠り所となる隕石の影響が届かない範囲まで離れるとすぐに死ぬ。
観測者（オブザーバー）
隕石影響による生態系の調査やデブリの退治を任務とする職業。通称「オブザ」。日本の大概のオブザは区役所で仕事をもらう。
ABCの3段階にランク付けされていて、自分の力量に合った内容の仕事をとれるシステム。他にもデブリを改造して兵器として活用するために密輸する組織もあるので、それを取り締まることもある。
- Aランク：大規模な汚染地区の生態系の観測・調査・保護を世界各国でする。国のお抱え。あさば撫子や、今波などがいる。
- Bランク：大学・研究機関に所属し、デブリの生態を研究し、それを元に新薬や技術開発等をおこなう。
- Cランク：主な仕事はデブリ退治のみ。各地域の警備などもおこない、退治したデブリをBランカー・オブザに提供する。

大変動
隕石によるデブリの進化。生態系の上層〜下層までのあらゆるデブリが、種の生存のための進化を遂げる現象。通常は4〜5年に一度の割合で起こる。
大変動による生態系の変化により、生存が難しくなった種のデブリは絶滅するか、他の地域へ移動を行う。その移動の際に人々の生活に悪影響を及ぼすこともある。
撫子は「メテオドに対する隕石からのアプローチ」とも述べており、隕石の影響を強めることによってメテオドの隕石を欲する本能を呼び起こす意義もあるという。